# Der Spatz im Kamin
Der Spatz im Kamin ist ein Familiendrama von Ramon Zürcher. Der Film erzählt die Geschichte zweier erwachsener Geschwister, die mit ihren jeweiligen Familien in ihrem Elternhaus in der Schweiz zusammenkommen, um einen Geburtstag zu feiern. Aufgrund ihrer großen Persönlichkeitsunterschiede und ihrer völlig unterschiedlichen Lebenswege geraten die beiden im Laufe eines Wochenendes mehr und mehr aneinander. Bei dem Film mit Maren Eggert, Britta Hammelstein, Andreas Döhler, Luise Heyer und Milian Zerzawy in den Hauptrollen handelt es sich nach Das merkwürdige Kätzchen und  Das Mädchen und die Spinne um den dritten Teil einer Trilogie über das familiäre Zusammenleben, die der Regisseur gemeinsam mit seinem Zwillingsbruder Silvan Zürcher schuf. Der Film feierte im August 2024 beim Locarno Film Festival seine Premiere. Der Kinostart in Deutschland erfolgte im Oktober 2024.

## Handlung
Karen und Markus wohnen mit ihren Kindern in Karens Elternhaus im bernischen Rapperswil. Zum Geburtstag ihres Schwagers reist Karens Schwester Jule samt Familie an. Die beiden Schwestern könnten unterschiedlicher nicht sein, und düstere Erinnerungen an die verstorbene Mutter verstärken Jules Drang nach Rebellion gegen das Regime ihrer Schwester.

## Produktion

### Filmstab und Besetzung

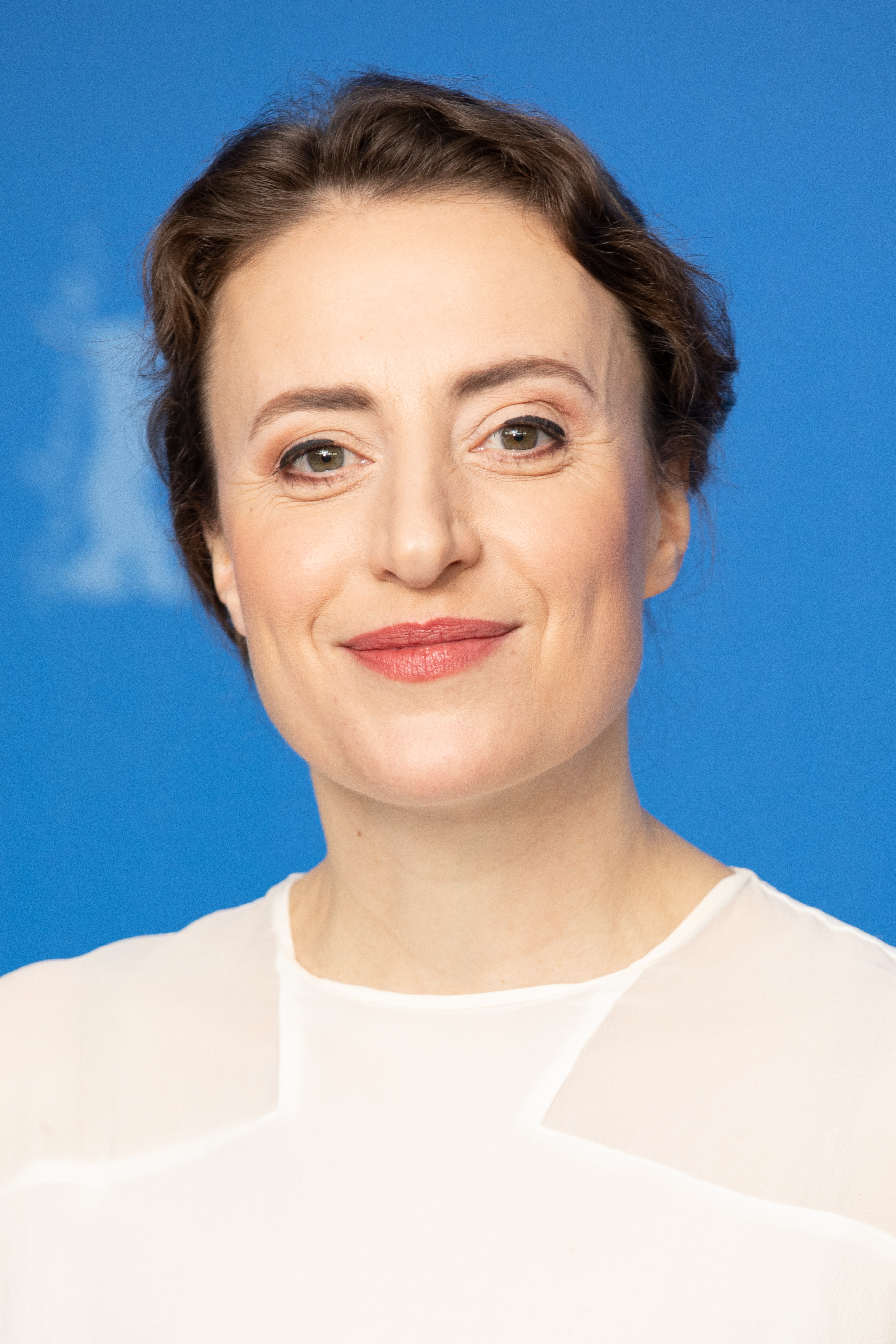
Maren Eggert spielt Karen

Regie führte Ramon Zürcher, der auch das Drehbuch schrieb. Es handelt sich bei Der Spatz im Kamin nach Das merkwürdige Kätzchen von 2013 und  Das Mädchen und die Spinne von 2021 um den dritten und letzten Teil von Ramon und Silvan Zürchers Trilogie über das familiäre Zusammenleben, die auch als „Tier-Trilogie“ bezeichnet wird. Wie bei den beiden vorherigen Filmen übernahm Ramon Zürcher auch den Filmschnitt.
Die Filmmusik steuerte der Schweizer Filmmusikkomponist und Musiker Balz Bachmann bei. Das Soundtrack-Album mit insgesamt 12 Musikstücken wurde Ende September 2024 von iMusician & Noi Music Publishing als Download veröffentlicht.
In den Hauptrollen spielen Maren Eggert und Andreas Döhler die Eltern Karen und Markus und Britta Hammelstein Karens Schwester Jule. In weiteren Rollen sind Milian Zerzawy als Karens Schwager Jurek und Luise Heyer als die in der Nähe wohnenden Brandstifterin Liv zu sehen, die eine ganze Zeit in der Psychiatrie verbracht hat. Lea Zoë Voss spielt Johanna, die älteste Tochter Karens, und Ilja Bultmann ihren jüngsten Sohn Leon. Weitere Rollen wurden mit Luana Greco und Paula Schindler besetzt.

### Filmförderung und Dreharbeiten
Der Film wurde vom Schweizer Bundesamt für Kultur gefördert und erhielt von der Berner Filmförderung eine Produktionsförderung in Höhe von 695.000 Schweizer Franken.
Die Dreharbeiten wurden im Juli 2022 begonnen und fanden an 35 Drehtagen bis Ende August 2022 überwiegend in einem großen Haus im bernischen Rapperswil, zwischen Bern und Biel gelegen, statt, wo der Film spielt. In Vorbereitung wurde die Raumaufteilung angepasst. So ist die Küche aus dem Film eigentlich das Wohnzimmer, und das Badezimmer die Küche. Als Kameramann fungierte, wie schon zuvor bei Das merkwürdige Kätzchen und Das Mädchen und die Spinne, Alexander Hasskerl.

### Marketing und Veröffentlichung
Der erste Trailer wurde Anfang August 2024 vorgestellt. Die Premiere des Films war am 10. August 2024 beim Locarno Film Festival. Ende September 2024 wurde er beim Vancouver International Film Festival und beim Pingyao International Film Festival gezeigt. Am 10. Oktober 2024 kam der Film in die deutschen Kinos. Zuvor wurde er auch beim Filmfest Hamburg gezeigt. Danach wurde er beim Film Fest Gent und beim Chicago International Film Festival gezeigt. Ende Oktober 2024 wurde er bei der Viennale vorgestellt. Am 28. März 2025 wird der Film in das Programm von Mubi aufgenommen, wie auch Das merkwürdige Kätzchen und das Das Mädchen und die Spinne. Im Juli 2025 wird er bei Nowe Horyzonty vorgestellt.

## Rezeption

### Altersfreigabe
In Deutschland wurde der Film von der FSK ab 16 Jahren freigegeben. In der Freigabebegründung heißt es, die Dekonstruktion einer Familienidylle sei überwiegend ruhig und mit Konzentration auf die Figuren und ihre Kommunikation erzählt. Allerdings mischten sich auch Phantasiebilder und oft rätselhaft bleibende Handlungen ins realistische Geschehen. So stellten einige unerwartete, auch gewaltsame Wendungen eine Herausforderung für ein junges Publikum dar. Auch Irritationen wie die teils drastischen Momente von Tierquälerei und Selbstverletzungen kämen vor.

### Kritiken
Von den bei Rotten Tomatoes aufgeführten Kritiken sind rund zwei Drittel Prozent positiv.

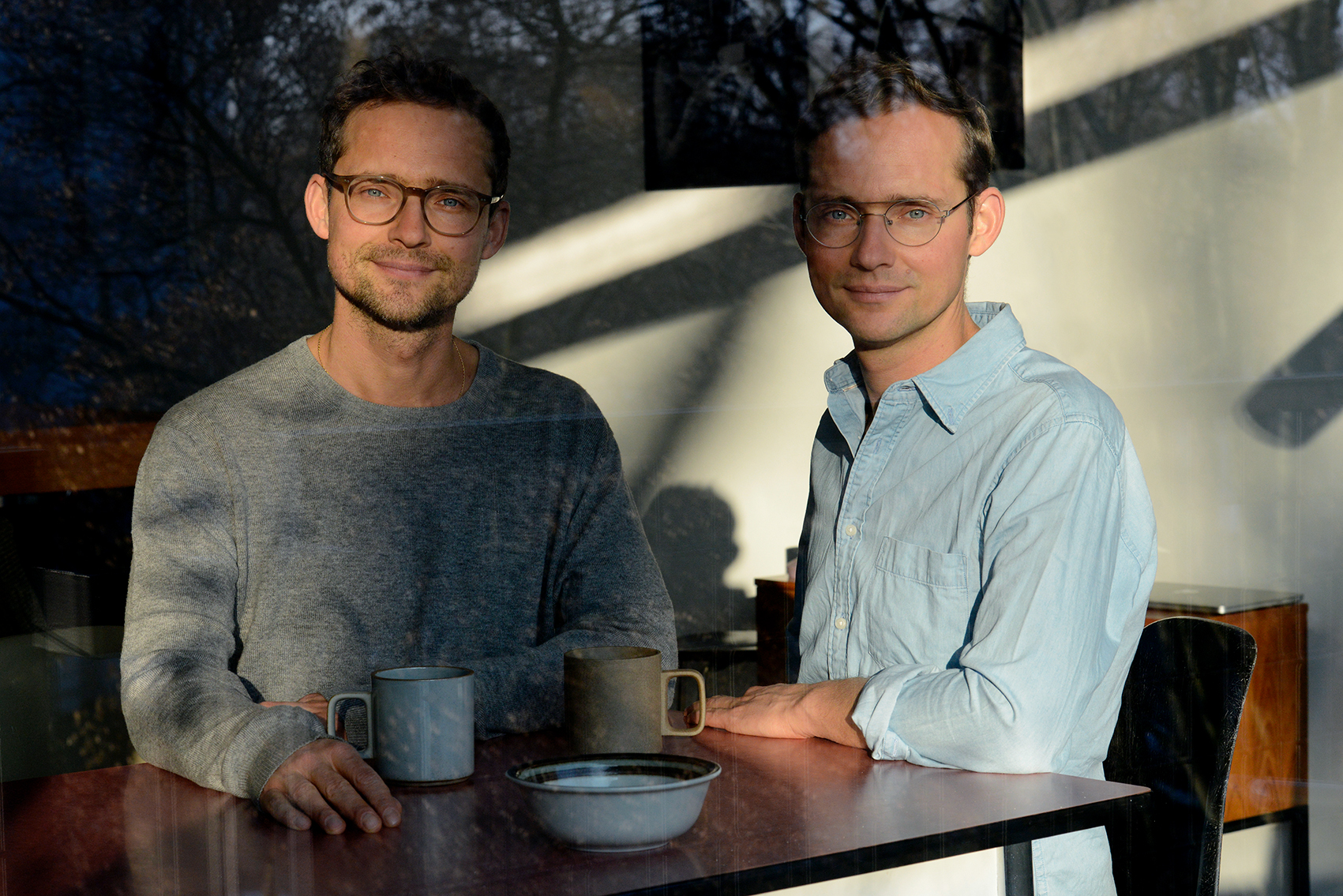
Der Spatz im Kamin bildet den Abschluss der „Tier-Trilogie“ der Zwillingsbrüder Silvan und Ramon Zürcher

Esther Buss schreibt in ihrer Kritik für den Filmdienst, die Handlungs- oder auch Zerstörungsmacht liege in Der Spatz im Kamin noch stärker als in den anderen beiden Filmen der „Tier-Trilogie“ von Ramon und Silvan Zürcher ganz bei den Frauen. Sie zahlten dafür aber auch einen deutlich höheren Preis. Die Männer hingegen hätten im Film nichts zu melden, würden durchs Haus schleichen, bedröppelt herumstehen oder sich in eskapistische Fantasien retten. Die Wunden, Schnitte und Scherben, die bereits ihre Spur durch Das Mädchen und die Spinne zogen, setzten sich nicht nur verbal auf aggressivere Weise fort, sondern seien auch physisch brutaler. So gebe es neben Nasenbluten, einer verbrühten Hand und Prügelmalen auch Tier-Splatter wie ein flatterndes Huhn ohne Kopf oder die Katze im Schleuderprogramm.

### Auszeichnungen
Der Spatz im Kamin befindet sich in der Vorauswahl zum Europäischen Filmpreis 2024. Im Folgenden weitere Nominierungen.
Chicago International Film Festival 2024
- Nominierung im International Feature Competition[15]

Dublin International Film Festival 2025
- Auszeichnung für den Besten Filmschnitt (Ramon Zürcher)[21]

Filmfest Hamburg 2024
- Auszeichnung mit dem Preis der Filmkritik

Locarno Film Festival 2024
- Nominierung im Internationalen Wettbewerb

Nowe Horyzonty 2025
- Nominierung im Internationalen Wettbewerb „New Horizons“[22]

Pingyao International Film Festival 2024
- Auszeichnung als Bester Film mit dem Roberto Rossellini Award
- Nominierung für den Publikumspreis[23]

Preis der deutschen Filmkritik 2025
- Nominierung für das Beste Drehbuch (Ramon Zürcher)
- Nominierung für die Beste Bildgestaltung (Alex Hasskerl)
- Auszeichnung für die Beste Montage (Ramon Zürcher)[24][25]

Schweizer Filmpreis 2025
- Nominierung als Bester Spielfilm (Ramon Zürcher)
- Auszeichnung für das Beste Drehbuch (Ramon Zürcher)
- Nominierung für die Beste Nebenrolle (Paula Schindler)
- Nominierung für die Beste Filmmusik (Balz Bachmann)
- Nominierung für die Beste Montage (Ramon Zürcher)
- Auszeichnung für den Besten Ton (Ramon Zürcher, Peter von Siebenthal und Balthasar Jucker)